# 31 f.Kr.
31 f.Kr. var ett normalår som började en tisdag i den proleptiska julianska kalendern, men i verkligheten antingen ett normalår som började en tisdag, onsdag eller torsdag, eller ett skottår som började en tisdag eller onsdag i den julianska kalendern (se skottårsfelet i den julianska kalendern för mer information).

Slaget vid Actium

## Händelser

### Efter plats

#### Romerska republiken
- Gaius Julius Caesar Octavianus och Marcus Valerius Messalla Corvinus blir konsuler i Rom, Octavianus för tredje gången.
- 2 september – Octavianus flotta besegrar Marcus Antonius och Kleopatras i slaget vid Actium, varmed Octavianus blir ensam härskare över Romarriket [1].
- Byggandet av Masada blir färdigt.

## Födda
- Sulpicia, romersk poet (död 14 e.Kr.)

### Fotnoter
1. ↑  Det hände i dag